# Yoshinobu Ishii
Yoshinobu Ishii (jap. 石井義信 Ishii Yoshinobu; ur. 13 marca 1939 w Fukuyamie, zm. 26 kwietnia 2018) – japoński piłkarz i trener piłkarski, reprezentant kraju.

## Kariera klubowa
Od 1957 do 1975 roku występował w klubach Toyo Industries, Fujita Industries.

## Kariera reprezentacyjna
Wystąpił w 1 spotkaniu reprezentacyjnym w 1962.

## Statystyki
| Reprezentacja Japonii | Reprezentacja Japonii | Reprezentacja Japonii |
| Rok                   | Mecze                 | Gole                  |
| --------------------- | --------------------- | --------------------- |
| 1962                  | 1                     | 0                     |
| Razem                 | 1                     | 0                     |

## Osiągnięcia
- Japan Soccer League: 1965, 1966, 1967
- Puchar Cesarza: 1965, 1967